# Кут паралельності

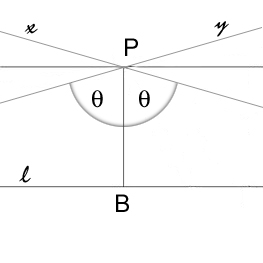
Кут паралельності θ, прямі і асимптотично паралельні до прямої.

Кут паралельності в гіперболічній геометрії — кут між перпендикуляром до даної прямої і асимптотично паралельною прямою, проведеною з точки, що не лежить на даній прямій.
В евклідовій геометрії кут паралельності завжди прямий.
У гіперболічній геометрії, кут паралельності завжди гострий. На гіперболічній площині з кривиною −1 кут паралельності для точки на відстані {\displaystyle a} від прямої зазвичай позначається {\displaystyle \Pi (a)}.

## Властивості та співвідношення
- {\displaystyle \Pi (a)} є гострим кутом при катеті, рівному {\displaystyle a}, у прямокутному гіперболічному трикутнику, який має дві асимптотичні паралельні сторони.
- {\displaystyle \lim _{a\to 0}\Pi (a)={\tfrac {1}{2}}\cdot \pi \quad {\text{ и }}\quad \lim _{a\to \infty }\Pi (a)=0.}

- {\displaystyle \sin \Pi (a)=\operatorname {sech} a={\frac {1}{\operatorname {ch} a}}={\frac {2}{e^{a}+e^{-a}}}\,}

- {\displaystyle \cos \Pi (a)=\operatorname {th} a={\frac {e^{a}-e^{-a}}{e^{a}+e^{-a}}}\,}

- {\displaystyle \operatorname {\rm {tg}} \Pi (a)=\operatorname {csch} a={\frac {1}{\operatorname {sh} a}}={\frac {2}{e^{a}-e^{-a}}}}

- {\displaystyle \operatorname {\rm {tg}} \left({\tfrac {1}{2}}\cdot \Pi (a)\right)=e^{-a},}

- {\displaystyle \Pi (a)={\tfrac {1}{2}}\cdot \pi -\operatorname {gd} (a),}

де {\displaystyle \operatorname {\rm {sh}} }, {\displaystyle \operatorname {\rm {ch}} }, {\displaystyle \operatorname {\rm {th}} }, {\displaystyle \operatorname {\rm {sech}} } і {\displaystyle \operatorname {\rm {csch}} } — гіперболічна функція, а {\displaystyle \operatorname {\rm {gd}} } — функція Гудермана.

## Історія
Кут паралельності розглядав Лобачевський. Зокрема, він вивів співвідношення
{\displaystyle \operatorname {\rm {ctg}} \left({\tfrac {1}{2}}\cdot \Pi (a)\right)=e^{a}.}